# 小行星425
小行星425（425 Cornelia）是一颗围绕太阳公转的小行星。1896年12月28日，奧古斯特·卡洛斯在尼斯描述了此天体。
該小行星以古罗马统帅和政治家大西庇阿的第二个女儿科尔内利亚命名。
这颗小行星的绝对星等为9.8等。

## 相关條目
- 小行星列表/10001-11000

## 外部連結
- Asteroid Lightcurve Database (LCDB) （页面存档备份，存于）, query form (info （页面存档备份，存于）)
- Dictionary of Minor Planet Names, Google books
- Discovery Circumstances: Numbered Minor Planets (10001)-(15000) （页面存档备份，存于） – Minor Planet Center
- 小行星425 at AstDyS-2, Asteroids—Dynamic Site
  - Ephemeris · Observation prediction · Orbital info · Proper elements · Observational info
- NASA JPL小天體瀏覽器上的小行星425

| 前一小行星： 小行星424 | 小行星列表 | 後一小行星： 小行星426 |